# Ceratina haladai
Ceratina haladai là một loài Hymenoptera trong họ Apidae. Loài này được Terzo & Rasmont mô tả khoa học năm 2004.